# Edgar Angulo
Edgar Angulo (2 marzo 1953) è un ex calciatore colombiano, di ruolo difensore.

## Carriera

### Club
Ha sempre giocato nella massima serie colombiana.

### Nazionale
Con la maglia della Nazionale ha partecipato alla Copa América 1975.